# Oruza dorsinotata
Oruza dorsinotata là một loài bướm đêm trong họ Erebidae.